# Euphorinae
Euphorinae é uma subfamília de vespas parasitoides pertencentes a família Braconidae. São endoparasitoides cenobiontes. Parasitam insetos no estágio de imago ou (para alguns insetos hemimetábolos) a fase de ninfa.
Atualmente nesta subfamília são reconhecidos 52 gêneros e 14 tribos.

## Tribos
| - Centistini - Cosmophorini - Dinocampini - Ecnomiini | - Euphorini - Helorimorphini - Myiocephalini - Meteorini | - Neoneurini - Perilitini - Planitorini - Pygostolini | - Syntretini - Townesilitini |